# لانگ پینگ
لانگ پینگ (انگلیسی: Lang Ping؛ زادهٔ ۱۰ دسامبر ۱۹۶۰) یک بازیکن سابق و مربی فعلی والیبال اهل چین است.